# See You 〜小さな永遠〜
「See You 〜小さな永遠〜」（シー・ユー・ちいさなえいえん）は、日本の歌手、KOTOKOとMELLの楽曲。高瀬一矢・都築真紀が作詞を担当し、高瀬一矢が作曲・編曲を担当している。

## 概要
- 2000年12月8日にivoryより発売されたアダルトゲーム『とらいあんぐるハート3 〜Sweet Songs Forever〜』のエンディングテーマに起用されている[1]。2001年4月29日に発売されたドラマCD『とらいあんぐるハート'S サウンドステージ3 "Sweet Song memories" 〜とらいあんぐるハート3 ボーカルコレクション〜』の収録曲として初めてCD化された[注 1]。
- 当時I'veに所属していたKOTOKOとMELLの初となるデュエットであり、その後、KOTOKO、MELL、島みやえい子、川田まみ、SHIHO、MOMO、詩月カオリが「I've Special Unit」名義で再録し、2003年9月5日に発売された『LAMENT』/『OUT FLOW』の初回版に同梱しているDVD『I've P.V Collection vol.3』にプロモーションビデオとして発表された。
- 2005年10月15日に日本武道館にて開催されたライブコンサート『I've in BUDOKAN 2005 〜Open the Birth Gate〜』にてKOTOKO、MELL、川田まみ、島みやえい子、詩月カオリが「Love Planet Five」として初披露された。2009年の武道館公演では、この曲も披露された[2]。
- デュエットバージョンはI'veやKOTOKOのアルバムには収録されておらず、I've Special Unitバージョンはアルバム『I've MANIA Tracks Vol.I』に初収録された。
- 2015年03月15日、KOTOKO、島みやえい子、SHIHO、MOMO、川田まみ、詩月カオリ、Larval Stage Planning、YUZUNO、IKUが「2015 I've Special Unit」名義で新バージョンを録音し、I'veの15周年記念ライブ『IVE RADICAL ENSEMBLE OF 15th ANNIVERSARY』パンフレット付属CDに「See You ～小さな永遠～ 2015 Extended mix」として収録された[3]。

## 収録作品一覧
KOTOKO & MELL 名義
| 収録作品名                                                                                                  | 発売日         | 備考                                                           |
| --- | -------------- | -------------------------------------------------------------- |
| とらいあんぐるハート'S サウンドステージ3 "Sweet Song memories" -とらいあんぐるハート3 ボーカルコレクション- | 2001年4月29日  | オリジナル・フルバージョンとして収録                           |
| とらいあんぐるハート3 リリカル☆おもちゃ箱 Disc3 (Sound Disc)                                                | 2001年6月29日  | オリジナル、インストゥルメンタル、アカペラの 3つバージョン収録 |
| jANIS & ivory Game Songs Collection Vol.1                                                                   | 2001年12月29日 |                                                                |
| とらいあんぐるハート'S Theme Songs History                                                                  | 2002年6月14日  |                                                                |
| とらいあんぐるハート'S メモリアルアルバム The Last songs                                                    | 2002年12月29日 |                                                                |
| とらいあんぐるハート'S Sound stage final 〜The Grand Finale〜                                               | 2004年5月14日  | オリジナル・フルバージョンとして収録                           |
| I've 20th Anniversary E-VOX                                                                                 | 2021年12月18日 |                                                                |

I've Special Unit 名義
| 収録作品名                              | 発売日         | 備考                                      |
| --------------------------------------- | -------------- | ----------------------------------------- |
| I've P.V Collection vol.3               | 2003年9月5日   | プロモーションビデオ                      |
| I've MANIA Tracks Vol.I                 | 2007年12月29日 | 「See You ～小さな永遠～ -P.V ver.-」収録 |
| G.C.BEST -I've GIRL's COMPILATION BEST- | 2012年6月29日  | 「See You ～小さな永遠～ -P.V ver.-」収録 |
| I've C-VOX 2000-2014                    | 2018年1月1日   | 「See You ～小さな永遠～ -P.V ver.-」収録 |

## カヴァー
- 2004年12月29日 - MAKO - I'veのリミックスアルバム『Mixed Up』に「See You ～小さな永遠～ "Mixed up FISH TONE style"」として収録されている。